# Bader Munshi
Bader Mohammed Munshi (arabisch بدر منشي, DMG Badr Munšī; * 20. Juni 1999) ist ein saudi-arabischer Fußballspieler.

## Karriere

### Klub
Seine Karriere begann er bei al-Ahli und wechselte über eine kurze Zwischenstation beim al-Kawkab FC in der zweiten Saisonhälfte 2020/21 zum Damac FC.

### Nationalmannschaft
Seinen ersten Einsatz in der saudi-arabischen Nationalmannschaft erhielt er am 1. Dezember 2021 bei einer 0:1-Niederlage gegen Jordanien während der Gruppenphase des  FIFA-Arabien-Pokals 2021. In der Startelf stehend, wurde in der 69. Minute für Haitham Asiri ausgewechselt.